# Pilot (Izgubljeni)
Pilot epizodu televizijske serije Izgubljeni čine prvi i drugi nastavak prve sezone istoimene serije od kojih se prvi emitirao 22. rujna, a drugi 29. rujna 2004. na televizijskoj mreži ABC. Oba nastavka režirao je J. J. Abrams, a epizode su napisali Abrams i Damon Lindelof na temelju priče koju su kreirali Abrams, Lindelof i Jeffrey Lieber. Radnja te pilot-epizode vrti se oko preživjelih putnika leta "Oceanic 815" nakon što dožive zrakoplovnu nesreću i završe na tajanstvenom otoku. Događaje iz života troje likova – Jacka Shepharda (Matthew Fox), Kate Austen (Evangeline Lilly) i Charlieja Pacea (Dominic Monaghan) – pratimo u radnji koja se odvija netom prije nego što se avion prepolovi u zraku; upravo su te scene odredile daljnji razvoj serije, odnosno činjenicu da će se svaka epizoda sastojati od radnje na otoku i radnje prije dolaska na otok.
U vrijeme kada je snimljena, ta je epizoda bila najskuplja pilot-epizoda svih vremena s budžetom između 10 i 14 milijuna dolara. Glavni troškovi većinom su se odnosili na kupnju, prijevoz i postavljanje pravih dijelova zrakoplova koji je u seriji "glumio" srušeni avion. Ova je pilot-epizoda jedna od kritički najhvaljenijih epizoda televizijskih serija svih vremena: oba su nastavka postigla veliku gledanost, a sama epizoda kasnije će osvojiti mnoge televizijske nagrade. Časopis TV Guide pilot-epizodu Izgubljenih postavio je na peto mjesto "najboljih 100 epizoda televizijskih serija svih vremena".

## Radnja

### Prvi dio
Dana 22. rujna 2004. godine Jack Shephard (Matthew Fox) budi se u džungli i primjećuje žutog Labradora retrivera koji prolazi pokraj njega kroz šumu bambusa. Jack potrči kroz džunglu do plaže na kojoj ugleda ostatke aviona leta Oceanic 815 koji se upravo srušio. Budući da je kirurg, Jack ubrzano odlazi od jednog do drugog unesrećenog i pruža hitnu medicinsku pomoć. Pomaže trudnoj Claire Littleton (Emilie de Ravin) te zamoli Hurleyja (Jorge Garcia) da ju drži na oku nakon čega daje umjetno disanje Rose Henderson (L. Scott Caldwell) i spašava joj život. Kada početni šok prođe, Jace se povlači u mirno područje plaže kako bi se pobrinuo za vlastite ozljede te primijeti Kate Austen (Evangeline Lilly). Zamoli je za pomoć, a ona mu uskoro zašije ranu na leđima. Nekoliko sati nakon nesreće na plaži, preživjeli Hurley, Michael Dawson (Harold Perrineau) i njegov desetogodišnji sin Walt Lloyd (Malcolm David Kelley) raspravljaju o tome što učiniti s mrtvim tijelima dok ih nezainteresirani James "Sawyer" Ford (Josh Holloway) samo promatra. Uskoro Sayid Jarrah (Naveen Andrews) organizira ekipu za čišćenje, dok Hurley počne skupljati hranu iz aviona i dijeliti je preživjelima. Shannon Rutherford (Maggie Grace) odbija čokoladu koju joj nudi Boone Carlyle (Ian Somerhalder) vjerujući da će spasioci doći svakoga časa. 
Te noći preživjele uznemiruje divljačka buka i zvukovi lomljenja stabala koji dopiru iz obližnje džungle koja ih okružuje. Ujutro, Jack odlučuje da moraju poslati poziv u pomoć vjerujući da će to uspjeti ako pronađu pilotsku kabinu aviona. Kate tvrdi da je vidjela dim negdje u džungli i upita Jacka da pođe s njim u potragu za pilot kabinom. Jack i Kate skupa s Charliejem Paceom (Dominic Monaghan) kreću u džunglu. Uskoro pronađu pilotsku kabinu zabijenu u drveće pa se moraju penjati kroz sjedala kako bi došli do nje. Unutra pronalaze pilota koji još uvijek sjedi u svojoj stolici. Charlie nestaje u kupaonici dok Jack i Kate pronalaze pilota (Greg Grunberg) koji se budi s potresom mozga. On im govori da je avion izgubio radijski signal šest sati nakon polijetanja te da se okrenuo prema Fijiu i zapao u turbulenciju. U međuvremenu, na plaži započinje kišna oluja pa se nekoliko preživjelih sakriva ispod olupine aviona. Dok su unutra, Jin-Soo Kwon (Daniel Dae Kim) govori svojoj supruzi Sun-Hwa Kwon (Yunjin Kim) na korejskom jeziku da mora ostati blizu njega cijelo vrijeme. Premda se velika većina preživjelih sakrila od kiše, John Locke (Terry O'Quinn) ostaje vani i sjedi sam na plaži raširenih ruku, uživajući u trenutku dok kiša pada po njemu. Za to vrijeme u pilotskoj kabini razgovor između pilota i preživjelih naglo se prekida kada se ponovno začuje divljačka buka koju je grupa čula noć ranije. Pilot ode istražiti, ali ga nešto naglo zgrabi i ubije dok se troje preživjelih daju u bijeg. Tijekom bijega, Charlie pada na zemlju. Jack se vraća pomoći mu, dok Kate nastavi bježati u panici. Nakon što čudovište nestane, Kate, Charlie i Jack se ponovno susretnu i pronađu krvavi leš pilota kako visi s jednog od drveća.

### Drugi dio
Dok se Jack, Kate i Charlie vraćaju prema plaži, Kate upita Charlieja što je radio u kupaonici. Charlie joj odgovara da mu je pozlilo, ali se u radnji koja se odvija prije nesreće otkriva da je Charlie konzumirao drogu. Pokušao je baciti drogu niz školjku, ali ga je nagla turbulencija u tome spriječila. Na otoku, dok traži svog psa Vincenta, Walt otkriva par lisica za ruke koje pokazuje Michaelu. Kasnije Sawyer napada Sayida i tvrdi da je terorist koji je digao avion u zrak, ali ga uskoro sputavaju Michael i Jack. Sayid uspije popraviti prijemnik, ali ne uspijeva doći do signala zbog slabe baterije. Dok radi na prijemniku, Sayid otkriva Hurleyju da je radio kao časnik za komunikaciju za Iračku republikansku gardu tijekom Zaljevskog rata. Sawyer odluči otići sa Sayidom, Kate, Charliejem, Shannon i Booneom u unutrašnjost otoka kako bi došli do višeg položaja i pokušali uhvatiti bolji signal. Tijekom puta napadne ih polarni medvjed kojeg Sawyer ubija pištoljem. Nakon što ga upitaju odakle mu pištolj, Sawyer kaže da ga je uzeo s tijela mrtvog maršala. Sayid optužuje Sawyera da je on bio zatočenik na letu, a Kate mu uzima pištolj i Sayid joj pokazuje kako ga ispravno rastaviti.
U radnji koja se odvija ranije otkrivaju se posljednji trenuci prije nesreće. Kate razgovara s maršalom, istim ozlijeđenim čovjekom za kojeg se Jack brine na plaži. Kate je ta koja nosi lisice koje je Walt pronašao u džungli. U trenutku turbulencije, kovčeg pogađa maršala u glavu i ozlijedi ga. Kate se uspijeva osloboditi lisica i staviti maršalu masku s kisikom prije nego što je stavi i sebi, a u tom se trenutku rep aviona otkida od ostatka i pada na drugu stranu otoka. Natrag na plaži, maršal se budi tijekom operacije i upita Jacka: "Gdje je ona?" U međuvremenu Sayid pali prijemnik i začuje se signal. Međutim, signal je blokiran prijenosom francuske poruke koja se ponavlja punih 16 godina. Shannon ju uspijeva prevesti: "Sada sam sama, potpuno sama na otoku. Molim neka netko dođe. Drugi su mrtvi. Ubila sam ih. Ubila sam ih sve." Grupa preživjelih zbunjeno pogledaju jedni druge, a Charlie upita: "Društvo, gdje se mi to nalazimo?"

## Produkcija

### Razvoj projekta
Serija Izgubljeni započela se stvarati još u siječnju 2004. godine, kada je Lloyd Braun tadašnji direktor ABC-a naručio scenarij od Spelling Television temeljen na njegovoj ideji o spajanju knjige Gospodar muha, filma Brodolom života, televizijske serije Gilliganov otok i popularnog "reality showa" "Survivor" u jednu seriju. ABC je davne 1969. godine producirao seriju The New People koja je bila kratkog vijeka, a čija se radnja također vrtila oko preživjelih putnika nakon zrakoplovne nesreće. Nezadovoljan prvim verzijama scenarija, Braun je uskoro kontaktirao J. J. Abramsa koji se nalazio pod ugovorom s Touchstone Televison (sada ABC Studios), a također iza sebe već imao autorsko djelo u obliku televizijske serije (Alias) te mu predložio da napiše novi scenarij za pilot epizodu Izgubljenih. Iako u početku nije bio zainteresiran, Abrams je ipak pristao pod uvjetom da serija krene u nadnaravnom smjeru, a također je surađivao i s Damonom Lindelofom kako bi odmah od početka postavili stil same serije i njezine glavne likove. Zajedno su kreirali "Bibliju serije", skupili i detaljno razradili glavne mitološke ideje i zaplete koji bi se protezali na četiri do pet sezona. Budući da je producentska kuća htjela krenuti sa svojom novom serijom odmah u televizijskoj sezoni 2004./05., vremena za pretprodukciju bilo je jako malo. Zato su scenaristi tijekom audicija za uloge pisali likove prema glumcima koji su nastupali na audiciji.
Dvosatna pilot epizoda Izgubljenih postala je najskuplja epizoda neke serije svih vremena. Navodno je koštala između 10 i 14 milijuna dolara (prosječna cijena pilot epizode za televizijsku sezonu 2004./05. bila je oko 4 milijuna dolara). Premijera serije emitirana je 22. rujna 2004. i postala jedan od najvećih kritičkih i komercijalnih uspjeha te godine. Upravo je ta serija, uz novo pridošle Kućanice i Uvod u anatomiju označila lagano uzdizanje ABC-a kojemu do tada nije išlo što se tiče televizijske gledanosti. Ipak, prije nego što je pilot epizoda Izgubljenih uopće prikazana na televiziji, izvršni direktori ABC-a otpustili su Lloyda Brauna upravo zbog slabe gledanosti serija u produkciji ABC-a proteklih sezona i zbog činjenice da je uopće dopustio snimanje tako skupog projekta. Svjetska premijera pilot epizode održana je 24. srpnja 2004. godine u sklopu Comic-Cona u San Diegu.
Premda Abrams i Lindelof nisu koristili Lieberov rad kao inspiraciju za svoj vlastiti, Lieberov zahtjev za arbitracijom koju je podnijo udruženju američkih scenarista i u kojem je naveo sličnosti između dva scenarija zagarantirao mu je postavljanje imena kao jednog od autora same serije. Lieber će kasnije priznati da se radnja serije drastično počela razlikovati od njegovog koncepta za Nowhere te će proglasiti Izgubljene serijom koja "više sliči Gospodaru prstenova nego Gospodaru muha". 

### Snimanje epizode
Pilot epizoda snimljena je u Oahu (Havaji) dok su scene čija se radnja događa u avionu snimljene u studijima u Los Angelesu. Olupina leta 815 napravljena je od aviona Lockhee L-1011 izgrađenog 1972. godine, a kojeg je sve do 1998. godine koristila kompanija Delta Air Lines. Nakon što je ABC kupio zrakoplov, rastavio ga je i poslao brodom na Havaje. J. J. Abrams odlučio je ne snimati zračne scene kako ne bi otkrio previše otoka, ali i zbog toga što je smatrao da bi previše scena snimljenih iz raznih perspektiva samo zbunilo gledatelje.
U Pilot epizodi korišteni su brojni specijalni efekti, pogotovo plavi ekran. Jedan od njih izgrađen je netom prije emitiranja drugog nastavka Pilot epizode budući je scena zahtijevala polarnog medvjeda.

## Priznanja
Prvi nastavak Pilot epizode oborio je rekord gledanosti s 18.6 milijuna gledatelja, dok je drugi nastavak gledalo 17 milijuna Amerikanaca. Oba nastavka prikazana su iste noći u Ujedinjenom Kraljevstvu na kanalu Channel 4, dana 10. kolovoza 2005. te je serija postala instantnim hitom. Toga tjedna to je bio drugi najgledaniji program na kanalu Channel 4 sa 6.75 milijuna gledatelja - ispred njega nalazio se samo Big Brother.
Kritike za Pilot epizodu bile su izrazito pozitivne. IGN je dao ocjenu 10/10 istaknuvši da Izgubljeni "ispunjavaju sva očekivanja svoje publike". U flashback kritikama iz 2008. godine Chris Carabott iz IGN-a promijenio je ocjenu i dao joj 9.5/10 istaknuvši da će tajne serije "držati publiku budnom kroz sljedeće četiri godine"; drugom nastavku dao je ocjenu 9/10 napisavši: "Zbilja se radi o vratolomiji emocija i taj osjećaj užasa koji publika dobiva fantastično je predstavljen u seriji". Časopis Entertainment Weekly dao je epizodi čistu peticu naglasivši da se ista može svidjeti onima koji nisu ljubitelji znanstvene fantastike i fantazije, a USA Today dao je četiri zvjezdice hvaleći najviše glumačku postavu. The Futon Critic kasnije će izabrati upravo Pilot epizodu kao peti najbolji nastavak neke televizijske serije 2004. godine. TV Guide postavio je epizodu na peto mjesto "najboljih 100 epizoda televizijskih serija svih vremena".
Na dodjeli prestižnih televizijskih nagrada Emmy 2005. godine J. J. Abrams osvojio je nagradu za najbolju režiju dramske serije dok je skupa s Mary Jo Markey osvojio nagradu za najbolju montažu dramske serije. Uz to dobio je nominaciju za najbolju montažu zvuka i najbolji scenarij za dramsku seriju. April Webster, direktorica castinga osvojila je nagradu za rad na Pilot epizodi. Ova je epizoda također osvojila i dvije Golden Reel nagrade za najbolje efekte kao i VES nagradu za najbolje vizualne efekte. Sama epizoda bila je nominirana za Hugo nagradu kao i za nagrade od strane društva Američkog udruženja kamermana i Američkog udruženja redatelja.

## Vanjske poveznice
- "Pilot (Part 1)"  Arhivirana inačica izvorne stranice od 11. siječnja 2013. (Wayback Machine) na ABC-u
- "Pilot (Part 2)"  Arhivirana inačica izvorne stranice od 13. listopada 2012. (Wayback Machine) na ABC-u